# Valeria Messalla
Valeria Messalla est une matrone romaine de l'illustre famille patricienne des Valerii, dernière épouse du dictateur Sylla.

## Biographie
Valeria est la fille de Marcus Valerius Messalla et d'Hortensia, et la sœur du consul Marcus Valerius Messalla Rufus, consul en 53 av. J.-C..
Divorcée, elle épouse en 79 ou 78 av. J.-C. le veuf et dictateur Sylla âgé de cinquante-huit ans. Elle est réputée pour sa beauté, son caractère « impeccablement chaste et noble ». Plutarque raconte l'histoire de leur rencontre:

« Quelques mois plus tard, lors des jeux de gladiateurs - à cette époque les sièges du théâtre n'étaient pas encore divisés et les femmes étaient assises mélangées aux hommes - par hasard, une belle femme nommée Valeria, d'une noble famille (elle était la fille de Messalla et la sœur de l'orateur Hortensius), s'est assise près de Sylla. Elle était récemment divorcée. Passant tout près derrière Sylla, elle tendit la main, arracha un fil de la toge de Sylla et se dirigea vers sa place. Au regard surpris de Sylla, Valeria répondit : « Oui, rien de particulier, empereur, je veux juste pour moi une petite part de ton bonheur ». Sylla, ravi d'entendre cela, n'est évidemment pas resté indifférent, car grâce aux personnes envoyées, il a découvert le nom de cette femme, de quelle famille elle était issue et comment elle vivait. Après cela, ils ont commencé à se faire des clins d'œil, à se regarder, à sourire, et tout s'est terminé par une connivence et un mariage. »

— Plutarque, Vies parallèles, Sylla, 35.
Après son mariage avec Valeria, Sylla a continué de passer son temps avec des acteurs et des musiciens.

« Cependant, ayant installé Valeria dans sa maison, il n'a pas refusé la compagnie d'acteurs et de citharistes. Dès le petit matin, il buvait avec eux, allongé sur les lits. Après tout, qui à cette époque avait pouvoir sur lui ? Tout d'abord, l'acteur comique Roscius, le premier mime Soricus et jouant les femmes sur scène Metrobius, que Sylla, ouvertement, a aimé jusqu'à la fin de ses jours, bien qu'il ait vieilli »

— Plutarque, Vies parallèles, Sylla, 36.
Valeria donna naissance à un enfant unique juste après la mort de Sylla, une fille nommée Cornelia Post(h)uma,. Par la suite, leur sort est inconnu, mais elles pourraient être mortes d'une maladie infectieuse.

## Dans la littérature
Dans le roman de Raffaello Giovagnoli, Spartacus (1874), l'auteur la rend amoureuse de Spartacus. Lors d'un banquet, Sylla - grisé - laisse entendre que Valeria n'est pas enceinte de lui. Le lendemain, Sylla meurt sans avoir appris la vérité dans la lettre de la courtisane Eutibide concernant la liaison entre Valeria et Spartacus. Valeria s'inquiète pour Spartacus et écrit une lettre à Spartacus pour offrir la paix à Crassus. Mais la guerre s'annonce inexorable et Spartacus meurt à la bataille près du Silarus. À la fin, Valeria pleure la mort de son amant tenant sa petite fille dans les bras, devant l'urne des cendres de Spartacus.